# Erythroxylum gonocladum
Erythroxylum gonocladum är en tvåhjärtbladig växtart som först beskrevs av Carl Friedrich Philipp von Martius, och fick sitt nu gällande namn av Otto Eugen Schulz. Erythroxylum gonocladum ingår i släktet Erythroxylum och familjen Erythroxylaceae. Inga underarter finns listade i Catalogue of Life.